# Ирина Чашчина
Ирина Викторовна Чашчина (на руски: Ири́на Ви́кторовна Ча́щина) е бивша руска художествена гимнастичка.
Тя е сребърен олимпийски медалист от 2004 г., двукратен (2003, 2005) световен бронзов медалист, европейски бронзов медалист от 2004 г. и сребърен медалист от финалите на Гран При през 2000 г.

## Биография
Чашчина е родена на 24 април 1982 г. в руско семейство, като най-голямо от 3 деца. Има по-малки брат и сестра. В края на 2011 г. се омъжва за руския бизнесмен Евгений Архипов.

### Спортна кариера
Чашчина започва да тренира на 6-годишна възраст в родния си град Омск. След като се впечатлява, гледайки Световното първенство по художествена гимнастика по телевизията, дядо ѝ, отдаден любител спортист, я завежда в спортно училище. Първите ѝ дни са изпълнени с уроци по музика, плуване и художествена гимнастика. На 11 години избра да се занимава изцяло с гимнастика. Тренирала е при Вера Штелбаумс и дъщеря ѝ Елена Араис от 5-годишна. Любимите ѝ гимнастички са Олена Витриченко и Янина Батирчина.
Първата победа на Чашчина е 8-годишна в шампионата на Омска област. На 12 години е в националния отбор на Русия и редовно пътува до Москва, за да участва в тренировъчни лагери. Като юноша се класира на 1-во място в спартакиада на ОНД и 2 пъти поред печели руското първенство за жени.
През август 1999 г. Чашчина започва да тренира в Олимпийското подготвително училище под ръководството на Ирина Винер и по същото време печели световното първенство в Осака, Япония. През 2001 г. печели злато на обръч и сребро в индивидуалния многобой, топка, бухалки и въже на Световното първенство по художествена гимнастика в Мадрид, Испания. Чашчина и съотборничката ѝ Алина Кабаева дават положителни резултати за забранен диуретик и са лишени от медалите си. Нейната старша треньорка Ирина Винер, по онова време е вицепрезидент на Техническия комитет по художествена гимнастика на ФИГ, заявява, че нейните гимнастички са приемали хранителна добавка, наречена „Hyper“, съдържаща леки диуретици, която според Винер, гимнастичките са приемали за предменструален синдром.
През 2003 г. Чашчина получава нараняване на глезена, от което се възстановява в продължение на 2 години. Същата година тя и Кабаева се завщат в състезателната гимнастика след забраната им. Чашчина печели бронзов медал в многобоя на световното първенство през 2003 г., сребро на бухалки и бронз на финалите на обръч.
През 2004 г. печели бронзов медал в многобоя на европейското първенство през 2004 г. след украинката Анна Бесонова. На олимпийските игри в Атина през 2004 г. Чашчина печели сребърен медал в многобоя с 107.325 точки (обръч 27.100, топка 27.100, бухалки 26.825, лента 26.300) – нейната съотборничка Алина Кабаева взема злато с резултат 108.400.
След олимпийския сезон Чашчина претърпява повторна контузия на глезена. Въпреки че вече не е в топ форма, тя все още успява да спечели бронзов медал в многобоя на Световното първенство през 2005 г. и 2 бронзови медала от бухалки и финала с въжета. Оттегля се от художествената гимнастика в началото на 2006 г.

### Късна кариера
След прекратяването на състезателната си кариера Чашчина е поканена в руския телевизионен проект „Танци на лед“, като си партнира с олимпийския бронзов медалист Руслан Гончаров. Тя също се появява в проекта „Цирк със звезди“ заедно с други спортисти, включително Светлана Хоркина. През 2009 г. играе главната роля в руския филм „Път“, заедно с Артьом Михалков.
Чашчина написна автобиография, озаглавена „Ирина Чашчина: Да бъдеш себе си“. Коментирайки своя спорт, тя казва: „Освен тялото си, трябва да тренирате и ума си. Интелигентността е от решаващо значение за художествената гимнастика.“
На 4 декември 2012 г. на конференция в Новогорск Чашчина е избрана за вицепрезидент на Руската федерация по художествена гимнастика заедно с олимпийската шампионка от 2008 и 2012 г. Евгения Канаева. Чашчина също е препоръчана от Ирина Винер и за поста президент на Руската федерация по художествена гимнастика, но тя отказва.
През май 2013 г. Чашчина открива училище по художествена гимнастика, наименувано на нея, в Барнаул, Алтайски край. На церемонията по откриването присъстват художествените гимнастички Любов Чаркашина, Наталия Годунко и Олга Капранова.